# Lucía Sombra
Lucía Sombra é uma telenovela mexicana, produzida pela Televisa e exibida em 1971 pelo El Canal de las Estrellas.

## Elenco
- Ofelia Medina - Lucía Sombra Calvert
- Raúl Ramírez - Pastor Emilio Calvert
- Rosenda Monteros - Matilde Guerrero
- Beatriz Sheridan - Sara Calvert
- Alicia Palacios - Doña Florencia Guerrero
- Carlos Cámara - Dr. Pablo Orazábal Guerrero
- Susana Alexander - Erika
- Miguel Suárez - Don Esteban Guerrero
- Enrique Novi - Román Calvert
- Andrea Palma - Doña Natividad
- Sergio Klainer - Aarón Siavinsky
- Ricardo Cortés - Rodrigo Rimac
- Víctor Alcocer - Padre Cristóbal
- Luis Miranda - Ignacio Suárez
- Wally Barrón - Alejo Suárez
- Pilar Sen - Helena Suárez
- Raúl "Chato" Padilla - Comisario Vidal
- Héctor Cruz - Dr. Ricardo Ledesma
- Octavio Galindo - Octavio Ravel
- Eric del Castillo - Santiago Rangel
- Silvia Mariscal - Teresa
- Luis Aragón - Sr. Ravel
- Aurora Clavel - Sra. Ravel
- Jorge del Campo - Ministro Pierre Duwa
- Malena Doria - Deborah Duwa
- Enrique del Castillo - Dr. Islas
- Mauricio Ferrari - Sr. Rimac
- Alberto Insúa - Dueño de la mina
- Margie Bermejo - Srta. Rangel
- Fernando Borges - Sr. Rangel
- Ada Carrasco - Campesina
- Gerardo del Castillo - Campesino